# La Muse
Pour les articles homonymes, voir Muse.
Pour plus de détails, voir Fiche technique et Distribution.
La Muse (The Muse) est un film américain d'Albert Brooks réalisé en 1999.

## Synopsis
Steven Phillips est un scénariste sans succès, malgré une certaine reconnaissance. Totalement désespéré après que son nouveau scénario ait été refusé par tous les studios, il demande conseil à son fidèle ami Jack Warrick. Celui-ci lui dévoile la clé de sa réussite : une muse du nom de Sarah. Tout d'abord incrédule, Steven accepte la compagnie de cette égérie pour retrouver son inspiration.

## Fiche technique
- Titre original : The Muse
- Titre français : La Muse
- Réalisateur : Albert Brooks
- Producteur : Herb Nanas
- Producteur exécutif : Barry M. Berg
- Scénariste : Albert Brooks, Monica McGowan Johnson
- Directeur de la photographie : Thomas E. Ackerman
- Compositeur : Elton John
- Monteur : Peter Teschner (en)
- Chef décoratrice : Dina Lipton
- Costumières : Betsy Cox, Emanuel Ungaro
- Société de production : October Films, USA
- Société de distribution : United International Pictures (UIP), France
- Date de sortie : 22 décembre 1999
- Durée : 97 minutes
- Année de production : 1999

## Distribution
- Albert Brooks (VF : Michel Papineschi) : Steven Phillips
- Sharon Stone (VF : Micky Sébastian) : Sarah Little
- Andie MacDowell : Laura Phillips
- Jeff Bridges (VF : Michel Vigné) : Jack Warrick
- Cybill Shepherd : elle-même
- Monica Mikala : Julie Phillips
- Jamie Alexis : Mary Phillips
- Marnie Shelton : Jennifer
- Catherine MacNeal : Anne
- Mark Feuerstein (VF : Bernard Gabay) : Josh Martin
- Bradley Whitford (VF : Jean-Philippe Puymartin) : Hal
- Stacey Travis : Phyllis
- Lorenzo Lamas (VF : Vincent Violette) : lui-même
- Jennifer Tilly : elle-même
- Rob Reiner : lui-même
- Skip O'Brien : le garde de studio Universal
- Aude Charles : la secrétaire de Spielberg no 1

## Box-office
- Budget : $15,000,000
- Recettes : $11,614,236 (USA) (14 novembre 1999) (total)
- £29,555 : (UK) (12 décembre 1999) (total)